# Turícuaro
Turícuaro es una localidad del estado mexicano de Michoacán, localizada en la denominada Meseta Purépecha. Forma parte del municipio de Nahuatzen.

## Localización y demografía
Turícuaro se encuentra localizada en el extremo sur del municipio de Nahuatzen, a unos diez kilómetros de distancia de la cabecera municipal, Nahuatzen. Su principal vía de comunicación es una carretera vecinal que la enlaza a la carretera estatal por la que se comunican con poblaciones como Nahuatzen y Cherán. Sus coordenadas geográficas son 19°34′15″N 101°56′23″O / 19.57083, -101.93972 y se localiza a una altitud de 2 359 metros sobre el nivel del mar.
De acuerdo al Censo de Población y Vivienda realizado por el Instituto Nacional de Estadística y Geografía en 2010 la población total asciende a 3388 personas, de las que 1674 son hombres y 1714 son mujeres.